# NGC 2723
NGC 2723 ist eine linsenförmige Galaxie vom Hubble-Typ S0 im Sternbild Wasserschlange südlich der Ekliptik. Sie ist schätzungsweise 158 Millionen Lichtjahre von der Milchstraße entfernt und hat einen Durchmesser von etwa 40.000 Lichtjahren. 

Im selben Himmelsareal befinden sich u. a. die Galaxien NGC 2713, NGC 2716, IC 2426.
Das Objekt wurde am 3. März 1864 von Albert Marth entdeckt.